# Peter Löscher (Theaterregisseur)
Peter Löscher (* 1938 in Dresden) ist ein deutscher Theaterregisseur, der in den 1970er Jahren dreimal mit Inszenierungen zum Berliner Theatertreffen eingeladen war.
Löscher inszenierte viele Klassiker und aktuelle Stücke an nahezu allen großen deutschen Bühnen und war als Gastprofessor an verschiedenen Universitäten und Akademien tätig, so etwa 1988 in Gießen.
Das Stück Purgatory von Ariel Dorfman wurde unter seiner Regie 2003 an den Hamburger Kammerspielen uraufgeführt. Daniel Karasek schrieb das Stück Mord am Mondsee für Peter Löscher.
Löscher unterrichtet Regie an der Theaterakademie Hamburg.

## Inszenierungen (Auswahl)
- Ferdinand Bruckner: Die Rassen (Schauspielhaus Köln)
- Bertolt Brecht: Leben des Galilei (Bayerisches Staatsschauspiel)
- August Strindberg: Mit dem Feuer spielen (Schauspiel Frankfurt)
- William Shakespeare: Was ihr wollt (Schauspiel Frankfurt)
- Peter Martin Lampel: Revolte im Erziehungshaus (Schauspiel Frankfurt) (Berliner Theatertreffen 1974)
- David Rudkin: Vor der Nacht (Schauspiel Frankfurt) (Berliner Theatertreffen 1976)
- Samuel Beckett: Endspiel
- Witold Gombrowicz: Yvonne, Prinzessin von Burgund (alle am Deutschen Schauspielhaus Hamburg)
- August Strindberg: Fräulein Julie (Staatstheater Stuttgart)
- Friedrich Schiller: Die Räuber (Berliner Theatertreffen 1979) (Düsseldorfer Schauspielhaus)
- Friedrich Schiller: Die Räuber (Burgfestspiele Jagsthausen)
- Neil LaBute: Helter Skelter, Ich mag dich wirklich, Land der Toten (Freies Projekt, in Co-Regie mit Alexander Kohlmann)

Zu seiner Inszenierung Die Verfolgung und Ermordung des Jean-Paul Marat existiert in der Berliner Universität der Künste ein Bildtonträger über die Aufzeichnung des Probenverlaufs eines Projektes der HdK vom 18. April bis 29. Mai 1986.